# Otiküla
Otiküla – wieś w Estonii, w prowincji Viljandi, w gminie Viljandi. Do 1983 oficjalna nazwa wsi to Oti, a od 1983 Otiküla.
W latach 1991–2017 (do reformy administracyjnej gmin Estonii) wieś znajdowała się w gminie Kolga-Jaani.
Przez wieś przepływa strumień Joona.